# Amaan Stadium
Das Amaan Stadium ist ein Fußballstadion mit Leichtathletikanlage in der Stadt Sansibar, der auf der Hauptinsel Unguja liegenden Hauptstadt von Sansibar in Tansania. Es bietet 15.000 Zuschauern Platz.

## Geschichte
Das Sportstätte wurde mit Hilfe der chinesischen Regierung erbaut und 1970 eröffnet. Dies war Chinas erstes Stadionprojekt in Afrika und der Beginn seiner Jahrzehnte dauernden „Stadiondiplomatie“.
Die Anlage war Austragungsort einer Zeremonie am 5. Februar 1977, bei der die Afro-Shirazi Party und die Tanganyika African National Union in die Chama Cha Mapinduzi vereinigt wurden. Amani Abeid Karume wurde am 8. November 2000 als Präsident von Sansibar vereidigt.
Das Amaan Stadium wurde mit chinesischer Hilfe renoviert und 2010 neueröffnet.